# Борис Јарак
Борис Јарак (Дубровник, 19. април 1963) бивши је југословенски и хрватски рукометаш, наступао је за две репрезентације, Југославију и Хрватску.

## Спортска биографија
Рођен је у Дубровнику 19. априла 1963. године. Рукометну каријеру је започео у млађим категоријама Рукометног клуба Дубровник 1977, са непуних 14 година. Дрес свог матичног клуба носио је до 1981. године и одласка на одслужење војног рока. По повратку из ЈНА постао је играч тада врло јаке екипе Медвешчака из Загреба. За овај тим је играо до 1990. године и био је један од најбољих играча. Са клубом је 1987, 1989. и 1990. године освојио Куп Југославије. Након одласка из Медвешчака, играо је од 1990. до 1994. године за немачког бундеслигаша ТВ Еитра. Од 1994. постаје играч тада одличне екипе Бадел 1862 Загреб, чији је дрес носио до 1996. године. Под водством тренера Абаса Арсланагића, освојио је 1995. и 1996. године куп и титулу првака Хрватске, а два пута играо у финалу ЕХФ Лиге шампиона. Последњу сезону у играчкој каријери, 1997/98, одиграо је у загребачком Медвешчаку.
За рукометну репрезентацију Југославије је одиграо 49 утакмица. Освојио је бронзану медаљу са Југославијом на Летњим олимпијским играма 1988. године у Сеулу, што му је највећи успех у плавом дресу. После распада СФРЈ, наступао је 12 пута за репрезентацију Хрватске. Највећи успех остварио је 1995. године на Светском првенству на Исланду, када је био део екипе која је освојила сребрну медаљу.
Након завршетка играчке каријере једно време је радио као тренер. Две године је био тренер у рукометном клубу Извиђач из Љубушког, са којим је освојио Куп и првенство Босне и Херцеговине.